# Estructura compleja
En matemáticas, una estructura compleja sobre un espacio vectorial real V es un automorfismo de V cuyo cuadrado es igual a menos la identidad en V. Tal estructura nos permitirá definir la multiplicación por escalares complejos de un modo canónico, permitiéndonos tratar así a V, que en un principio era solo un espacio vectorial real, como un espacio vectorial complejo.
Las estructuras complejas tienen aplicación en representación de grupos y en geometría compleja, donde juegan un papel esencial en la definición de variedades casi complejas.

## Definición y propiedades
Una estructura compleja sobre un espacio vectorial real V es un endomorfismo J : V → V
que cumple
J2 = −idV.
Aquí, J2 significa J compuesto consigo mismo y idV es la identidad sobre V. Recordemos que al ser V un espacio vectorial real, en él sólo está en principio definida la multiplicación por escalares reales. 
Observamos que el efecto de aplicar J dos veces es el mismo que el de la multiplicación por −1. Esto nos recuerda el efecto de la multiplicación por la unidad imaginaria i en los espacios vectoriales complejos. Y de hecho, una estructura compleja J nos permitirá dotar a V de la estructura de espacio vectorial complejo. Para ello será necesario definir la multiplicación por escalares complejos de este modo:
(x + i y)v = xv + yJ(v)
para todo número real x,y y todo vector v en V.
- Datos: Q6553426